# Agentura pro kybernetickou a infrastrukturní bezpečnost
Agentura pro kybernetickou a infrastrukturní bezpečnost (anglicky Cybersecurity and Infrastructure Security Agency, CISA) je federální agentura ve Spojených státech amerických spadající pod Ministerstvo vnitřní bezpečnosti Spojených států amerických. Její posláním je posilovat jak počítačovou bezpečnost na federální úrovni, tak spolupracovat na jejím zlepšování i s jednotlivými státy federace. Byla založena v roce 2018, když prezident Donald Trump podepsal 16. listopadu zakládající zákon o Agentuře pro kybernetickou a infrastrukturní bezpečnost. Fakticky vznikla povýšením a transformací Národního ředitelství pro ochranu a programy (National Protection and Programs Directorate, NPPD), které fungovalo již od roku 2007.
Hlavní sídlo agentury je v Rosslynu ve Virginii a k roku 2001 měla zhruba 2500 zaměstnanců. Jejím prvním ředitelem byl v letech 2018–2020 Chris C. Krebs, od roku 2021 je ředitelkou Jen M. Easterlyová.